# 照井仁
照井仁（てるい じん、1978年5月16日 - ）は日本のドラマー。岩手県盛岡市出身、在住。

## 人物
4兄妹の三男。青いモヒカンが特徴。
師はUNICORNの川西幸一である。
9才より、長兄の影響でドラムを始める。YMO、モトリー・クルーなどに衝撃を受け、ドラムの世界にはまることとなった。
初めてバンドを組んだのは中学一年生で、兄のバンドでドラムを叩いた。初ライブも中学一年の頃である。当時は好きなバンドのコピーバンドをしていた。ZIGGYを好んでいることをよく話している。
16才の時に組んだバンドでは初めて全国ツアーを行った。また、1998年1月18日にはヌンチャクの解散ライブにてDEATH　FILEで赤坂ブリッツのステージに立った。(当時19才)10代の頃からツアーで全国を回っており、バンドをやるのに盛岡から出る必要を感じなかったとインタビューで語っており、現在も盛岡に在住している。
THE BLACK COMET CLUB BANDでは途中加入にも関わらず、持ち前の明るいキャラクターでファンのみならず、メンバー（特にBa小林勝）の心を一瞬で掴んでしまった。
2020年3月25日より、かねてよりファンが待ち望んでいたファンクラブ限定コーナー「照井仁のはやぐだよ〜！」が開始された。
開始当初は世界的なCOVID-19の影響でのライブ中止による不安感のある時期だったが、ニューアルバムLA VIE EN ROSEのレコーディングが重なり、その様子やファンへの想いが伝わる日記もあり心打たれるファンも多かった。
THE BLACK COMET CLUB BANDのファンをファンクラブ名に因み「ドレスカちゃん」と呼称しだしたのは照井仁である。
2024年に開催されたSADSの20年ぶりの復活ライブの際には、6月29日のZepp Hanedaにてサポートドラマーを務めた。

## 音楽
aspr（株式会社アサプラ）、Wincent（アップルコアジャパン株式会社）とエンドースメント契約を結んでいる。

### バンド
※太字は現在活動中のバンド、ユニット。かつて所属していたバンド等も含む。
- PANORAMA AFRO

- LOLLAPALOOZA

- Roody's（2007年～）

- PULLING TEETH（2012年9月～）[6]

- RAgAR(ラガル)（2012年10月～）show441＆照井仁→のちにラガルに名称変更。

- THE BLACK COMET CLUB BAND（2018年9月～）

　2018年9月23日中津川ソーラー武道館のTHE BLACK COMET CLUB BANDのステージにゲストドラマーとして参加。
　その後もゲストドラマーとして数本のライブを経て、2018年12月26日高円寺HIGHにて正式メンバーとなった。
- 鉄人（2018年10月～）

- Disco Volante（2022年1月〜）
- nil（2025年3月20日～）

　2025年2月16日オフィシャルFCメールにて加入のアナウンスがあり、同年3月20日吉祥寺PLANET KでのFC限定ライブにて加入後初ライブ。

### サポート
- SEX MACHINEGUNS[8]
- Chirolyn
- ササキ　オサム
- 松本　哲也
- SADS

他、多数のアーティストのサポートを務める。